# Colle della Gragliasca
Il Colle della Gragliasca è un valico alpino delle Alpi Biellesi situato tra la Provincia di Biella e la Valle d'Aosta che collega la Valle Cervo con la Valle del Lys (o Valle di Gressoney), ed in particolare i paesi di Rosazza e di Fontainemore.

## Descrizione e accesso

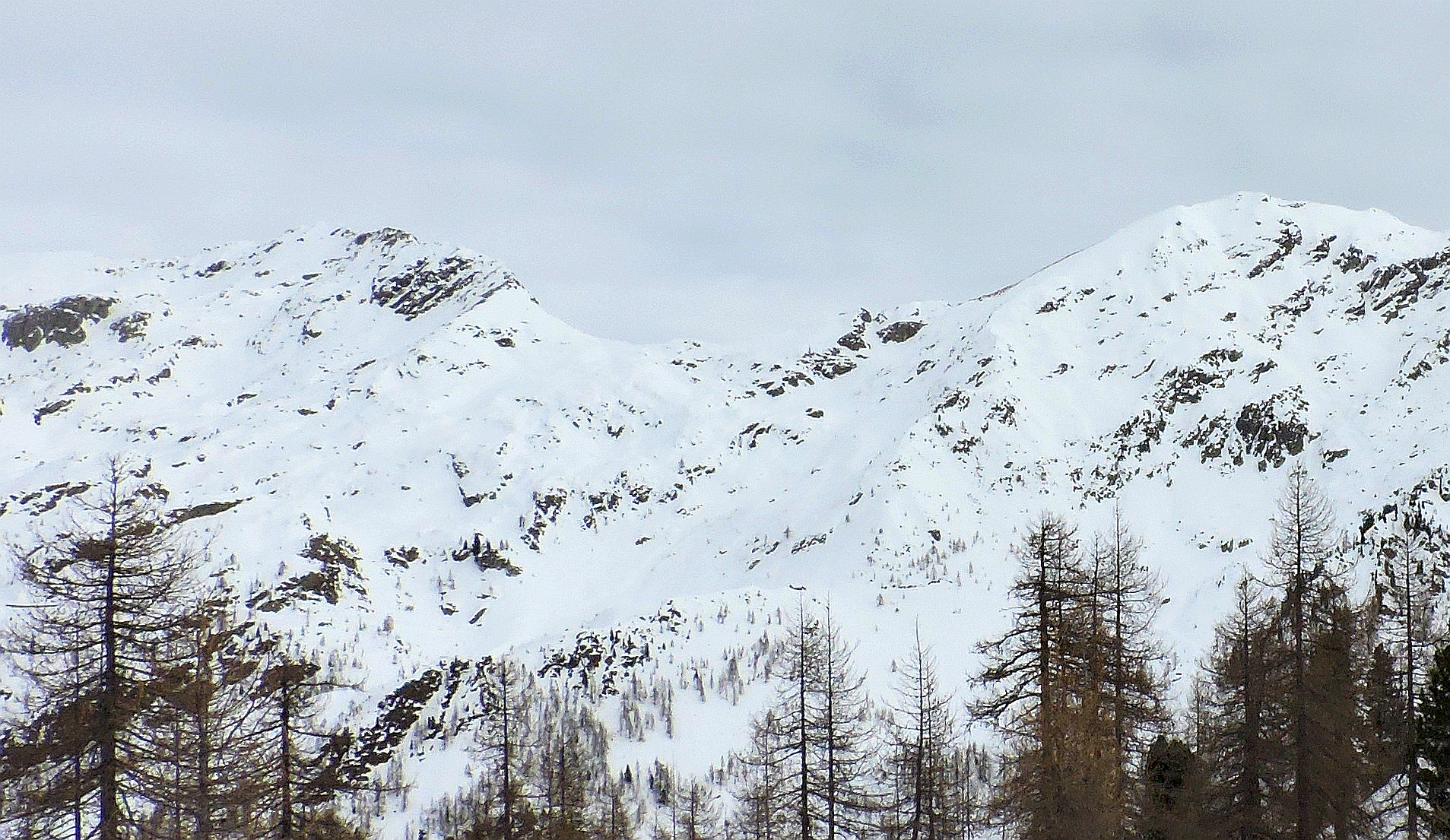
Il colle dalla punta Leretta.

Il passo si apre tra la Punta della Gragliasca e la Punta Gran Gabe e fa parte del crinale che dalla Punta Tre Vescovi prosegue verso sud dividendo il Biellese dalla Valle del Lys. 
L'accesso avviene per sentiero da Rosazza o dalla frazione Pillaz di Fontainemore. Poco a nord-ovest del colle, sul versante Valdaostano, si trova il piccolo Lago Torretta.
La mulattiera lastricata che raggiunge il colle, oggi piuttosto sconnessa nella sua parte più in quota, fu realizzata a fine Ottocento a spese del senatore e benefattore locale Federico Rosazza.
In corrispondenza del valico una incisione sulla roccia segnala la distanza esatta percorsa da Rosazza, superiore ai 7 km.

## Escursionismo
Dal colle è raggiungibile la Punta della Gragliasca puntando verso nord su una cresta percorsa da tracce di sentiero; la salita alla Punta Gran Gabe, a sud del colle, è più impegnativa. 
Per il crinale spartiacque Cervo-Lys transita l'Alta Via delle Alpi Biellesi, un trekking con caratteristiche in parte alpinistiche.

### Cartografia
- Carta dei sentieri della Provincia di Biella 1:25.00 - Biellese nord-occidentale, Provincia di Biella, 2004
- Cartografia ufficiale italiana dell'Istituto Geografico Militare (IGM) in scala 1:25.000 e 1:100.000, consultabile on line
- Carta dei sentieri e dei rifugi scala 1:50.000 n. 9 Ivrea, Biella e Bassa Valle d'Aosta, Istituto Geografico Centrale - Torino